# Бадр ад-Дин аль-Айни
Бадр ад-Дин аль-Айни́ (1360 год, Айнтаб — 1451) — историк и юрист. Автор 4-томного труда «Икд ал-джуман фи тарих ахл аз-Заман» («История человечества в разные эпохи»), имеющего важное значение в изучении истории Казахстана периода Золотой Орды. Автор приводит сведения о принятии тюрками Дешт-и-Кипчака ислама, о времени и причинах заключения кыпчаками союза с русскими против монгольского нашествия, о продаже в рабство пленных из Дешт-и-Кипчака в Сирию и Египет, о ханах Золотой Орды, о политическом и хозяйственном положении кипчакской степи, о джуте в 1302—1305 годах. Некоторые отрывки произведения переведены на русский и европейские языки.